# 沙羅 (歌曲集)
『沙羅』（さら）は、清水重道作詩、信時潔作曲による歌曲集。

## 概説
国文学者でのちに東京音楽学校教授となった清水重道が1935年（昭和10年）に作った詩に、信時潔が作曲を行い、1936年（昭和11年）に発表された。1943年（昭和18年）9月「木下保第10回独唱会・信時潔歌曲の夕」において全曲初演（水谷達夫ピアノ伴奏）。木下・水谷によりコロンビヤレコードへの録音も行われ、レコードが1943年度の文部大臣賞を受賞した。木下は「『沙羅』は信時潔の歌曲の中でも傑出した一連の独唱曲集である」「八曲からなるこの連曲は、日本古来から現代に至る純粋な日本的香り豊かな、そして気品ある作品である」と評価している。
さらに木下は「編曲であっても、この作品が、戦前戦後を通じて、いちばん心にひびく作品」ととらえ、合唱に編曲し、慶應義塾ワグネル・ソサィエティー男声合唱団などにおいて、木下指揮により、自身が提唱する“やまとことば”を駆使して、繰り返し演奏した。女声合唱、男声合唱、混声合唱ともに木下保編曲版が出版されている。（なお、当初は男声合唱への編曲は福永陽一郎が行い、木下指揮で演奏されたが、後に木下自身により「ここで一度沙羅の素朴さにもどり、一切の飾り気を無視した中からその魂を浮き立たせようという主旨」で再編曲されている。福永版は出版されていない）

## 曲目
1. 丹澤
2. あづまやの
3. 北秋の
4. 沙羅
5. 鴉
6. 行々子
7. 占ふと
8. ゆめ

## 楽譜

### 歌曲
- 沙羅 清水重道 作詞、信時潔 曲 共益社 1936年[8]

- 信時潔独唱曲集 春秋社 2005/7/23 ISBN 9784393924143

### 合唱
- 女声合唱組曲 沙羅 清水重道作詩／信時潔作曲／福永陽一郎編曲 カワイ楽譜
- 女声合唱組曲 沙羅 清水重道作詩／信時潔作曲／木下保編曲 音楽之友社 2010/4/7 ISBN 9784276554986
- 女声合唱のための 沙羅 清水重道作詩／信時潔作曲／永友博信編曲 Edition TOMS JAPAN
- 男声合唱組曲 沙羅：改訂新版 清水重道作詩／信時潔作曲／木下保編曲 音楽之友社 2012/7/26 ISBN 9784276548381
- 混声合唱組曲 沙羅 清水重道作詩／信時潔作曲／木下保編曲 音楽之友社 2005/11/17 ISBN 9784276544901
- 混声合唱組曲 沙羅 清水重道作詩／信時潔作曲／中西覚編曲 マザーアース 2019/6/15 ISMN 9790650034197

## 録音

### 歌曲
- 木下保の藝術－SP音源復刻盤－ 木下記念日本歌曲研究会／木下記念スタジオ（限定頒布）※上記の文部大臣賞受賞レコードの復刻
- Auf Flügeln des Gesanges／歌の翼に 畑中良輔（ビクターエンタテインメント）VICC-60138
- 信時潔作品集 畑中良輔（ビクターエンタテインメント）KCDK-1206

### 合唱
- 木下保の藝術 －髙田三郎、信時潔合唱作品集－ 木下保指揮 日本女子大合唱団、慶應義塾ワグネル・ソサィエティー男声合唱団 フォンテック
- 木下保指導による 混声合唱曲集 沙羅 木下保指揮 東京放送合唱団 フォンテック

## エピソード
- 『沙羅』全曲初演の際、客席で聴いた時のことを團伊玖磨はこう語っている。「あの夜の演奏会で、日本歌曲に開眼したのは僕だけでなく、何人もの作曲家が、そして声楽家がたった一晩で開眼し、その各々の道を辿りながら歌曲へのグラナド・アド・パルナスムを昇り始めたのである。[4]」
- 畑中良輔によると「（木下歌唱による）『沙羅』がコロムビアの全曲収録を終え、ラフテスト盤が出来た時のこと。一刻も早く信時先生の耳に入れたいとの木下先生の要望で、前夜から木下先生のお宅に泊まりこみ、翌朝早く、蓄音機がないという信時先生の国分寺のご自宅まで、私がポータブル蓄音機を背負って伺った[9]」という。